# Maison Treich-Laplène
Pour l'administrateur colonial, voir Marcel Treich-Laplène.
La maison Treich-Laplène est une maison historique située dans le quartier France de Grand-Bassam, en Côte d'Ivoire, construite dans les années 1920.

## Historique
La maison Treich-Laplène est construite dans les années, 1920, et forme à l’époque un ensemble homogène avec les maisons Édouard Aka et Borro, autour d’une place régulière courbe ouverte sur la lagune.
La véranda de l’étage qui longeait à l‘origine les deux façades principales a disparu avant 1977.
Le bâtiment a été totalement rénové dans les années 1990 pour devenir un hôtel. Une nouvelle façade lui a été ajoutée, dénaturant le bâtiment d’origine,, et une nouvelle clôture a été construite pour délimiter un jardin devant le bâtiment.
Le 3 juillet 2012, le quartier France de Grand-Bassam, dans lequel est située la maison, est classé au patrimoine mondial de l’UNESCO.

## Architecture
La maison suit un plan triangulaire, dont le plus long côté, orienté Nord, ouvre sur la place commerciale. À sa construction, le rez-de-chaussée est un grand espace hypostyle servant d’entrepôt. La façade sud fait face à une petite cour dans laquelle se situe l’escalier pour accéder à l’étage. Celui-ci se divise en simple chambres distribuées par un couloir central.